# 古典風
「古典風」（こてんふう）は、太宰治の短編小説。

## 概要
| 初出     | 『知性』1940年6月号                     |
| 単行本   | 『女の決闘』（河出書房、1940年6月15日） |
| 執筆時期 | 1940年4月下旬頃完成（推定）             |
| 原稿用紙 | 31枚                                    |

本作品は、1937年（昭和12年）10月から12月の間に書かれた未発表の旧稿を書き改めたものである。旧稿のタイトルは「貴族風」といった。妻の美知子は「本文は構成を換え、用語を改めているが総枚数は新旧同じで、大きい改作はされなかったようである」と述べている。

## あらすじ
美濃十郎が酔いしれて帰宅すると、家の中はざわめいていた。部屋には母がひとり離れて坐っていて、それと向い合って召使いのものが5、6人、部屋の一隅に座っていた。
「あなたは、私のペーパーナイフなど、お知りでないだろうね。銀のが。なくなったんだがね」と問われ、十郎は「存じて居ります。僕が頂戴いたしました」と答える。十郎は伯爵美濃英樹の嗣子である。
夜が明けると枕もとに小さい女の子がうつむいて立っていた。このごろ新しく雇いいれた下婢に相違なかった。名前は知らなかったが、「ばかなやつだ」と意味なく叱咤した。ペーパーナイフを盗んだのは果たしてその下婢であった。
尾上てるは、浅草のある町の三味線職の長女として生れた。てるが13歳の時、父は大酒のために指がふるえて仕事ができなくなり店は崩壊する。18歳になって、向島の待合の下女をつとめ、そこの常客にだまされ、ナフタリンを食べて死んだふりをして見せた。5年ぶりで生家へ帰った時、店は勘蔵という腕のよい実直な職人を捜し当て、回復しかけていた。てるはお得意筋の口添で奉公先がきまった。美濃伯爵家である。
てるは奉公に来て二日目の朝、庭先で十郎の手帖を一冊拾う。十郎のいわば悪魔のお経が、てるの嫁入り前の大事なからだに悪い宿命の影を投じる。
雨降る日、十郎が書斎で書きものをしていると遊び仲間の詩人が現れた。十郎は自分の労作を読み始める。カリギュラの妹のアグリパイナと、彼女とブラゼンバートの間に生まれたネロは、カリギュラの命により、南海の一孤島に流される。カリギュラが臣下に葬られると、カリギュラの叔父のクロオジヤスがその後を継いだ。クロオジヤスは二人への赦免の書状に署名をなす。